# 甲子
甲子（きのえね、こうし、かっし）は、干支の一つ。
干支の組み合わせの1番目で、前は癸亥、次は乙丑である。陰陽五行では十干の甲は陽の木、十二支の子は陽の水で、相生（水生木）である。

## 甲子年
- 西暦年を60で割って4が余る年が甲子年となる。

- 王朝交代の革命年である辛酉年の4年後で、天命が改まり、徳を備えた人に天命が下される革令年、変乱の多い年とされ、「甲子革令」という。日本の平安時代以降、それを防ぐ目的で甲子年には改元が行われた。1024年の甲子改元以降で、明治時代（一世一元の詔により在位中の改元が廃止）より前に甲子改元が無かったのは永禄7年（1564年）のみである[2]。
- 桓武天皇は同母兄弟の天智系の王子（大友皇子）を殺害して即位した天武系王統の断絶後に即位した父であり、天智系の光仁天皇から皇位を継承したことから、王統交代を強く意識し、革令の年である784年に長岡京に遷都したともいわれている。
- 184年に中国後漢の末期に起こり、漢の解体を決定付けた黄巾の乱は「蒼天已死 黄天當立 歳在甲子 天下大吉（『後漢書』71巻 皇甫嵩朱鑈列傳 第61 皇甫嵩伝[3]）」をスローガンに掲げた。
- 南北朝期の1384年に陸奥国で発見された温泉は、甲子年にちなんで甲子温泉と名付けられた。
- 元治元年（1864年）の甲子年にあやかり、伊東大蔵（大藏）は伊東甲子太郎に改名した。
- 大正13年（1924年）に兵庫県西宮市に作られた野球場は、この年の干支から「甲子園大運動場」（現 阪神甲子園球場）と命名された[4]。これは西宮市内の地名にもなっている。また、東京甲子社はこの年に前身である「甲子会」が結成されたのが社名の由来である。

| 1千年紀 | 2千年紀 | 3千年紀 |
| --- | --- | --- |
| - 4年 - 64年 - 124年 - 184年 - 244年 - 304年 - 364年 - 424年 - 484年 - 544年 - 604年 - 664年 - 724年 - 784年 - 844年 - 904年 - 964年 | - 1024年 - 1084年 - 1144年 - 1204年 - 1264年 - 1324年 - 1384年 - 1444年 - 1504年 - 1564年 - 1624年 - 1684年 - 1744年 - 1804年 - 1864年 - 1924年 - 1984年 | - 2044年 - 2104年 - 2164年 - 2224年 - 2284年 - 2344年 - 2404年 - 2464年 - 2524年 - 2584年 - 2644年 - 2704年 - 2764年 - 2824年 - 2884年 - 2944年 |

## 甲子月
西暦年の下1桁が3・8（十干が癸・戊）の年の11月が甲子の月となる。ここでいう月は旧暦月や節月（大雪から小寒の前日まで）を適用する場合もある。

## 甲子日
甲が木性、子が水性で相生（水生木）の関係にあり、干支の組合せの1番目であることから甲子日は吉日とされている。
子を鼠と結び付かせ、鼠を大黒天の使者とみなして大黒天祭（甲子祭）が行われる。甲子待（かっしまち）と言って、子の刻まで起きて大豆・黒豆・二股大根を供え、大黒天を祀る。
松浦静山の随筆集『甲子夜話』は1821年（文政6年）11月17日の甲子日に書き始めたことより命名された。

### 甲子日の暦注下段
- 凶会日（旧暦3月の場合）
- 神吉日
- 大明日

## 甲子を含む人名
- 板見甲子夫（かねお）- 1924年生、教育者。
- 伊東甲子太郎（かしたろう）
- 桑原甲子雄（きねお）
- 瀧澤甲子彦（かしお）- 1924年生、フィギュアスケート選手。
- 長島甲子男（きねお）- 1924年生、プロ野球選手。
- 福田甲子雄（きねお）
- 増田甲子七（かねしち）
- 三浦甲子二（きねじ）- 1924年生、ジャーナリスト。